# Valö socken
Valö socken i Uppland ingick i Frösåkers härad, uppgick 1957 i Östhammars stad och området ingår sedan 1971 i Östhammars kommun och motsvarar från 2016 Valö distrikt.
Socknens areal är 162,72 kvadratkilometer, varav 160,87 land. År 2000 fanns här 622 invånare. Kyrkbyn Valö med sockenkyrkan Valö kyrka ligger i socknen.  

## Administrativ historik
Valö socken har medeltida ursprung. År 1612 utbröts Forsmarks socken och bildade "Forsmarks kyrksocken" i anslutning till Forsmarks bruks ägor. Först i 1807 års jordebok överfördes även kameralt till Forsmarks jordebokssocken byarna Berkinge, Dannebo, Frebbenbo, Gunnarsbo, Labbo och Länsö.
Vid kommunreformen 1862 övergick socknens ansvar för de kyrkliga frågorna till Valö församling och för de borgerliga frågorna till Valö landskommun. Landskommunen inkorporerades 1952 i Frösåkers landskommun som 1957 uppgick i Östhammars stad som 1971 ombildades till Östhammars kommun, då också området övergick från Stockholms län till Uppsala län. Församlingen uppgick 2006 i Frösåkers församling.
Första januari 2016 inrättades distriktet Valö, med samma omfattning som församlingen hade 1999/2000. 
Socknen har tillhört län, fögderier, tingslag och domsagor enligt vad som beskrivs i artikeln Frösåkers härad. De indelta båtsmännen tillhörde Roslags 4:de båtsmanskompani.
Valö sockens medeltida omfattning:
Valö jordebokssocken omfattar i medeltids- och UH-materialet den nuvarande socknen (1950), samt den norra delen av nuvarande (1950) Forsmarks socken, därtill Göksnåre, Kuggböle, Nyböle och Årböle. I kyrkligt avseende räknades de fyra sistnämnda byarna till Hållnäs socken och de överfördes dit även i kameralt avseende efter 1583 men före 1593.
Kyrkby: Valö kyrkby utgjordes av Lund, Lundsvedja, Sunnanäng, Tomta och Klockargården. 
(UH = Upplands handlingar, i KA (Kammararkivet) ingår från 1922 i Riksarkivet.)

## Geografi
Valö socken ligger väster om Östhammar med Olandsån i öster. Socknen är jämn mossrik skogsbygd med odlingsbygd vid vattendragen.
Största ort är Valö kyrkby. Småorter är Vigelsbo, Masugnsskogen, Strömsbro, Rovsättra, Annö och Vamsta.
I socknens västra del ligger Vigelsbo gruvor. I denna del av socknen gick Norrmon-Vigelsbo-Lövstabruks järnväg, vilket var en nordgående sidolinje från Dannemora-Hargs Järnväg. På järnvägen fraktades järn från bruket i Lövstabruk samt malm från Vigelsbo gruvor. 

## Fornlämningar
Från bronsåldern finns spridda gravrösen samt några små gravfält. Från järnåldern finns tretton gravfält. Tre runstenar har påträffats, en står i Gubbo och fungerar som råsten vid länsgränsen mellan Stockholm och Uppsala och två finns vid kyrkan. Dessutom har man hittat en utsnidad träskulptur med ett drakhuvud. Detta märkliga föremål upptäcktes av Folke Trana i samband med vårplöjningen i  april 1953 på Tranaholms gårds marker i Lundsvedja by. Troligen har skulpturen varit en del av ett vikingatida högsäte eller annan husprydnad. Ytterligare ett upphittat föremål av trä är en liten snidad figur från medeltiden som antas föreställa Sankt Olof.

## Namnet
Namnet skrevs 1291 Vallø och är troligen ett äldre namn på Valö prästgård. Förleden kan vara val(e), 'samling av kullfallna trädstammar, ris' alternativt vall, 'rund käpp, tjock stav'. Efterelden ö kan syfta på höjden där kyrkan ligger som långt fram i tiden kan varit omgiven av vatten.

## Personer från bygden
Agaton Blom